# Dobanovački put
Le Dobanovački put (en serbe cyrillique : Добановачки пут) est situé à Belgrade, la capitale de la Serbie, dans la municipalité de Zemun.
En serbe, Dobanovački put signifie « la route de Dobanovci ».

## Parcours
Le Dobanovački put naît à la hauteur d'un échangeur autoroutier qui le relie à l'autoroute de Novi Sad et à la rue Ugrinovačka dont il constitue le prolongement. Il s'oriente vers l'ouest et croise l'Ugrinovački put (à droite), le Vojni put (à droite) puis les rues Abebe Bikile, Zire Adamovića, Pavla Vujisića et Zuke Džumhura (à droite). Il se termine en impasse.

## Transports
Le Dobanovački put est desservi par la ligne de bus 81L (Novi Beograd Pohorska – Ugrinovački put – Altina I) de la société GSP Beograd.